# Tsendiin Damdin
Tsendiin Damdin, född den 31 mars 1957 i Binder sum, Mongoliet, död 22 februari 2018, var  en mongolisk judoutövare.
Han tog OS-silver i herrarnas halv lättvikt i samband med de olympiska judotävlingarna 1980 i Moskva.